# Marco Ramstein
Pour les articles homonymes, voir Ramstein.
Marco Ramstein, né le 22 novembre 1978 à Bâle, est un joueur suisse de curling notamment médaillé de bronze aux Jeux olympiques d'hiver de 2002.

## Carrière
Pendant sa carrière, Marco Ramstein participe quatre fois aux championnats du monde où il remporte l'argent en 2001. Il prend également part à quatre championnats d'Europe, où il gagne l'argent en 2001 et le bronze en 2010. Ramstein participe une fois aux Jeux olympiques, en 2002 à Salt Lake City aux États-Unis, avec Markus Eggler, Damian Grichting, Andi Schwaller et Christof Schwaller. Il est médaillé de bronze après une victoire contre les Suédois dans la finale pour la troisième place.